# Unione Territoriale Intercomunale della Carnia
L'Unione Territoriale Intercomunale della Carnia 
è stato un ente amministrativo e territoriale istituito nel 2016, contestualmente alla cessazione delle province della regione Friuli-Venezia Giulia, soppresso poi nel 2020 ai sensi della legge regionale 21/2019. Prende appunto il nome dalla regione geografica della Carnia, posta nel nord-ovest della regione, comprendendo tutti i suoi comuni, confinando a est con l'UTI del Canal del Ferro - Val Canale, a sud con l'UTI delle Valli e delle Dolomiti Friulane e l'UTI del Gemonese a ovest con il Veneto settentrionale (Cadore/Comelico).
| Stemma | Comune           | Popolazione | Superficie | Altitudine |
| ------ | ---------------- | ----------- | ---------- | ---------- |
|        | Amaro            | 857         | 33,26      | 296        |
|        | Ampezzo*         | 971         | 73,63      | 560        |
|        | Arta Terme       | 2 063       | 42,77      | 442        |
|        | Cavazzo Carnico  | 992         | 39,44      | 290        |
|        | Cercivento*      | 676         | 15,78      | 607        |
|        | Comeglians       | 472         | 19,41      | 553        |
|        | Enemonzo         | 1 310       | 23,76      | 398        |
|        | Forni Avoltri    | 561         | 80,75      | 888        |
|        | Forni di Sopra   | 919         | 81,66      | 907        |
|        | Forni di Sotto*  | 571         | 93,6       | 777        |
|        | Lauco            | 698         | 34,76      | 719        |
|        | Ovaro            | 1 858       | 57,9       | 525        |
|        | Paluzza          | 2 098       | 69,75      | 605        |
|        | Paularo          | 2 485       | 84,24      | 648        |
|        | Prato Carnico    | 895         | 81,72      | 686        |
|        | Preone           | 234         | 22,47      | 461        |
|        | Ravascletto      | 499         | 26,48      | 952        |
|        | Raveo            | 443         | 12,6       | 518        |
|        | Rigolato         | 403         | 30,77      | 760        |
|        | Sappada          | 1 303       | 62,06      | 1 245      |
|        | Sauris           | 392         | 41,49      | 1 212      |
|        | Socchieve        | 888         | 66,12      | 486        |
|        | Sutrio           | 1 271       | 20,75      | 570        |
|        | Tolmezzo         | 10 165      | 64,62      | 323        |
|        | Treppo Ligosullo | 713         | 35,59      | 671        |
|        | Verzegnis        | 880         | 39,33      | 407        |
|        | Villa Santina    | 2 199       | 12,99      | 363        |
|        | Zuglio*          | 576         | 18,21      | 429        |

(*) I comuni contrassegnati non hanno mai sottoscritto lo statuto della relativa unione terriroriale di appartenenza.